# Azul acero
El Azul acero es un matiz entre el azul y el color del metal acero. Es uno de los tonos menos llamativos del color azul, por lo general se identifican como un color gris azulado.
El primer uso registrado de acero azul, como un nombre de color en Inglés fue en 1817. La muestra adjunta es la usada en la programación de páginas web. 
El azul acero claro web (LightSteelBlue) es un celeste agrisado, como se muestra a continuación:
| Nombre           | Muestra | Cod. Hex. | RGB | RGB | RGB | HSV  | HSV | HSV |
| ---------------- | ------- | --------- | --- | --- | --- | ---- | --- | --- |
| Azul acero claro |         | #B0C4DE   | 176 | 196 | 222 | 214° | 21% | 87% |

## Galería

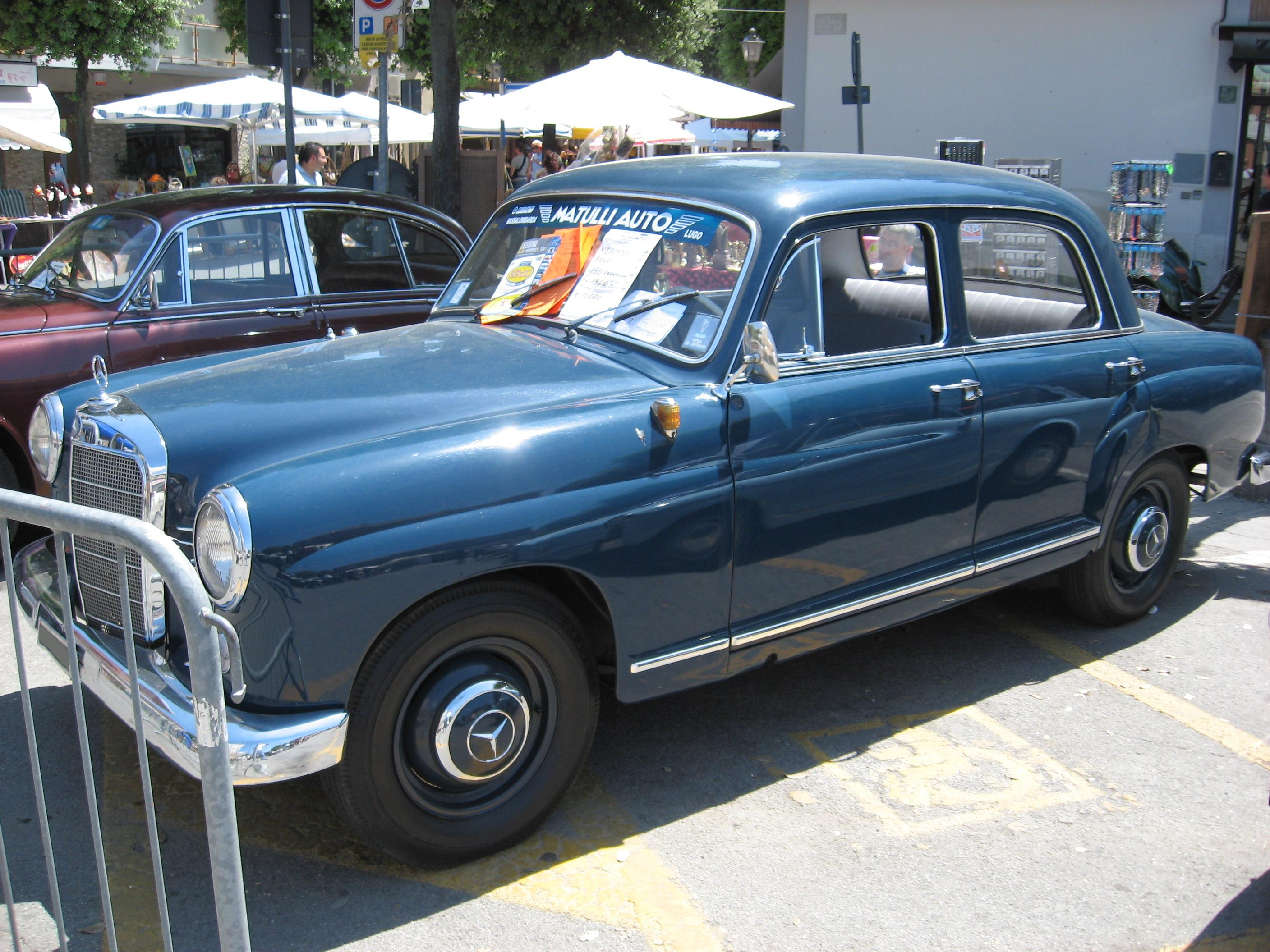
Mercedes-Benz
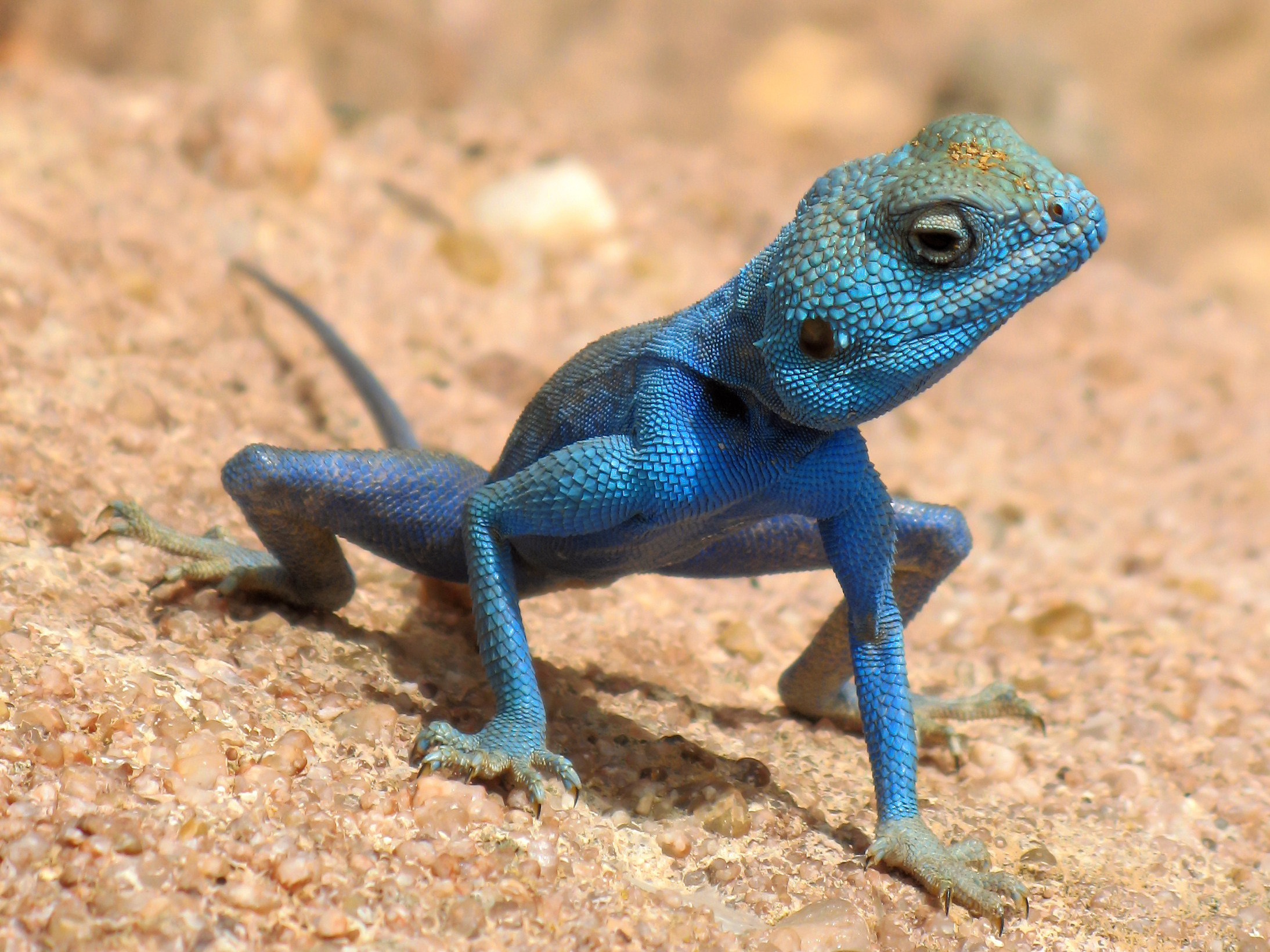
Agama del Sinaí